# Rugby Casale
L'Associazione sportiva dilettantistica Rugby Casale è un club italiano di rugby a 15 con sede a Casale sul Sile, in provincia di Treviso.
Fondato nel 1952, il club vanta 13 stagioni disputate nella prima divisione del campionato nazionale suo periodo migliore che va dalla seconda metà degli anni 1970 ai primi novanta.

## Storia
La scintilla che determina l'idea di creare una squadra di rugby a Casale sul Sile è la volontà di alcuni amici (Giovanni Caberlotto, il dottor Zava e il dottor Gianni Sartorato) di raggruppare dei giocatori trevigiani per partecipare al torneo “Città di Treviso”. Grazie a questa esperienza successivamente venne deciso di iscrivere la squadra alla Serie C e al “Trofeo Fusari”. La vittoria in quest'ultimo portò in casa biancorossa il primo trofeo (in legno, che secondo la leggenda sarebbe stato ricavato da una nave veneziana del XVI secolo) e che si può ancora vedere appeso sopra la porta della sala riunioni della società.
Il Casale gioca in serie C fino al 1958, poi passa al rugby a 13 vincendo il titolo italiano nel 1961. La storia del rugby a 15 a Casale ricomincia nella primavera del 1962 quando la società viene rifondata reiscrivendo al campionato una prima squadra che riparte dal Campionato di Serie C. Gli obbiettivi dei dirigenti sono ambiziosi e dopo aver conquistato la Serie B (dove Casale gioca numerose stagioni) nel 1975 la squadra biancorossa riesce nel grande salto approdando nel massimo campionato italiano: la Serie A.
Il Rugby Casale disputa la sua prima stagione nel massimo campionato di Serie A 1975-76 con il nome di "Gasparello Casale" e ottiene una sofferta salvezza classificandosi terz'ultimo a due soli punti dalla zona retrocessione. Il merito va attribuito agli atleti di casa e allo straniero Ken Carrington, il primo All Black a vestire la maglia di un club italiano. Con Ken comincia un autentico sodalizio, tuttora ininterrotto, fra la cittadina sul Sile e la Nuova Zelanda.
La seconda stagione in massima serie si rivelerà ancora più difficile della precedente: la Serie A 1975-76 obbligherà il Casale, il CUS Milano e l'Amatori Catania a tre gare di spareggio per decretare la seconda squadra che retrocederà in Serie B insieme al San Donà. È la vittoria per 9 a 4 sul Cus Milano nell'ultimo turno di spareggio che sancirà la seconda salvezza consecutiva per il team biancorosso.
La terza stagione in massima serie dei casalesi (Serie A 77-78), sarà la prima nella quale il team trevigiano riuscirà a conquistare la salvezza classificandosi al 9º posto. L'anno successivo (Serie A 78-79) "i caimani" cambiano l'abbinamento pubblicitario e con l'appellativo di "Tegolaia Casale" disputeranno un soddisfacente torneo conquistando un buon 7º posto finale (miglior risultato di sempre in prima divisione).
La successiva stagione chiuderà il primo ciclo in massima serie dei casalesi, infatti, al termine del campionato di Serie A 1979-80, la squadra biancorossa retrocede in Serie B come 11ª classificata ad un solo punto dal Parma che invece si salva.
I caimani rimangono in Serie B per la sola stagione 80-81 al termine della quale saranno nuovamente promossi nella prima divisione nazionale. La successiva stagione di una Serie A81-82 allargata a 16 squadre (e con una formula alquanto complicata) si conclude con una salvezza dell'Americanino Casale ottenuta con una giornata d'anticipo grazie alla vittoria casalinga con il Brescia nel girone di Poule Salvezza.
Il seguente campionato di massima serie (Serie A 82-83 a 16 squadre) prevede una divisione iniziale dei team partecipanti in due gironi: il Casale si classifica ultimo nella prima fase e viene inserito nel successivo girone di Pool salvezza. Nella seconda fase si classifica al 5º posto (alle spalle del Lyons Piacenza di un solo punto) retrocedendo nuovamente in Serie B.
Lasciato il palcoscenico della Serie A per due anni ai cugini del Mogliano, i casalesi ritornano a giocare in massima serie nella stagione di Serie A1 86-87: l'Eurobags Casale ottiene l'ennesima risicata salvezza giungendo 8º, appena due punti sopra al Calvisano (11º) che retrocede. L'anno seguente Serie A1 87-88 i caimani ottengono la salvezza ancora alla penultina giornata battendo in casa 25-20 il Petrarca: alla fine saranno 10º superando in classifica di un solo punto il Parma che retrocederà in A2. Il tracollo arriva però nella stagione successiva: al termine del campionato di A1 88-89 la squadra si piazza 11º (staccatissima dalla zona salvezza) retrocedendo in Serie A2.
Ancora un passaggio del testimone di due anni (questa volta con i cugini del Tarvisium) e al termine del campionato di serie A2 1991-92 i biancorossi riassaporano la A1. Per il regolamento in atto, grazie alla vittoria nel campionato di A2 di quell'anno i casalesi partecipano di diritto ai quarti di finale per l'assegnazione del titolo 91-92 dove vengono onorevolmente sconfitti dal Rovigo.
Nell'anno seguente i biancorossi cambiano l'abbinamento commerciale divenendo "Record Cucine Casale". Nel campionato di Serie A1 92-93 i Caimani pur piazzandosi al 9º posto (che garantirà loro la salvezza) riusciranno nell'impresa di infliggere l'unica sconfitta stagionale alla corazzata Amatori Milano (23-16 a Casale).
Più avara di soddisfazioni la stagione seguente (Serie A1 93-94), neanche il cambio in panchina da Renato Mori al duo Green-Cassina riesce ad evitare la retrocessione in A2. Sarà l'ultima apparizione del team casalese nel rugby che conta, lasciando negli sportivi locali anche il ricordo della partecipazione dei Caimani come ospiti nella trasmissione La Domenica Sportiva (in diretta tv su Rai Uno).
La stagione 1995-96 termina con la retrocessione del Rugby Casale dalla Serie A2 alla Serie B, dove rimase per molti anni, fino al campionato 2014-15 quando, conosciuta con il nome di "Dopla Rugby Casale", riuscì a conquistare la promozione in Serie A per la successiva stagione.

## Cronistoria
| Cronistoria dell'ASD Rugby Casale |
| --- |
| - 1952 · Fondazione del Rugby Casale - 1952-53 · Serie C - 1953-54 · Serie C - 1954-55 · Serie C - 1955-56 · Serie C - 1956-57 · Serie C - 1957-58 · Serie C - 1958-62 · Attività nel rugby a 13 - 1962-63 · Serie C - 1963-64 · ? - 1964-65 · ? - 1965-66 · ? - 1966-67 · ? - 1967-68 · ? - 1968-69 · ? - 1969-70 · ? - 1970-71 · ? - 1971-72 · ? - 1972-73 · ? - 1973-74 · ? - 1974-75 · Serie B promozione in serie A - 1975-76 · 10º serie A - 1976-77 · 12º serie A - 1977-78 · 9º serie A - 1978-79 · 7º serie A - 1979-80 · 11º serie A retrocessione in serie B - 1980-81 · Serie B promozione in serie A - 1981-82 · 3º girone B serie A; 2º poule salvezza - 1982-83 · 8º girone B serie A; 5º poule salvezza retrocessione in serie B - 1983-84 · Serie B - 1984-85 · Serie B promozione in serie A - 1985-86 · 4º serie A; 7º poule scudetto - 1986-87 · 8º serie A1 - 1987-88 · 10º serie A1 - 1988-89 · 11º serie A1 retrocessione in serie A2 - 1989-90 · 8º serie A2 - 1990-91 · 4º serie A2 - 1991-92 · 1º serie A2 promozione in serie A1 - 1992-93 · 9º serie A1 - 1993-94 · 11º serie A1 retrocessione in serie A2 - 1994-95 · 3º girone B serie A2, 6º poule promozione 1 - 1995-96 · 8º girone A serie A2, 4º poule salvezza 2 retrocessione in serie B - 1996-97 · Serie B - 1997-98 · Serie B - 1998-99 · Serie B - 1999-2000 · Serie B - 2000-01 · Serie B - 2001-02 · Serie B - 2002-03 · 7º girone C serie B - 2003-04 · girone C serie B - 2004-05 · 10º girone C serie B - 2005-06 · Serie C - 2006-07 · Serie C - 2007-08 · Serie C promozione in Serie B - 2008-09 · 9º girone C serie B - 2009-10 · 5º girone C serie B - 2010-11 · 2º girone C serie B - 2011-12 · 3º girone C serie B - 2012-13 · 5º girone C serie B - 2013-14 · 3º girone C serie B - 2014-15 · 1º girone C serie B promozione in serie A - 2015-16 · 3º girone C serie A; 3º poule promozione 2 - 2016-17 · 4º girone C serie A, 6º poule retrocessione 2 retrocessione in serie B - 2017-18 · 4º girone C serie B - 2018-19 · 1º girone C serie B promozione in serie A - 2019-20 · Campionato serie A sospeso - 2020-21 · Campionato serie A non disputato - 2021-22 · in serie A |

## Colori e simboli
I colori sociali del club sono il bianco ed il rosso, storicamente disposti a righe orizzontali alterne sulle uniformi da gioco.
Il simbolo del Casale è un caimano, rappresentato sullo stemma ufficiale del club; per tale motivo, le formazioni e gli atleti della Società sono noti col soprannome di Caimani. Il simbolo fu scelto in quanto rettile predatore d'acqua dolce, chiaro riferimento al Sile, risorgiva che scorre presso le adiacenze dei campi da rugby oltre che del centro storico cittadino.

## Impianti
Il club disputa le proprie gare interne allo stadio comunale Eugenio, situato in via Belvedere 29 e dotato di una tribuna coperta.
Gli impianti sportivi “G. Sartorato” di via Vicinale Rivalta sono, invece, il centro sportivo d'allenamento del Rugby Casale, che presenta quattro campi da rugby regolamentari.

## Allenatori e presidenti
- 1952-1977  ...
- 1977-1978  Ken Carrington
- 1978-1986  ...
- 1986-1988  Wayne Smith
- 1988-xxxx  ...
- xxxx-1993  Renato Moro
- 1993-1994  Craig Green e  Ramiro Cassina
- 1994-2008  ...
- 2008-2012  Mario Pavin
- 2012-2015  Gianni Zaffalon
- 2015-2016  Mauro Dal Sie
- 2016-2017  Eugenio Eugenio
- 2017-2018  Andrea Sgorlon
- 2018-2019  Roberto Santamaria
- 2019-2020  Filippo Giusti
- 2020-2023  Darrel Eigner
- 2023-  Jason Wright

- 1952-1956  Giovanni Caberlotto
- 1956-1962  Gianni Sartorato
- 1962-1963  Pietro Cappelletto
- 1963-1973  Domenico Brovazzo
- 1973-1980  Gianni Sartorato
- 1980-1982  Ferdinando Sartorato
- 1982-1983  Pietro Cappelletto
- 1983-1984  Valentino Busato
- 1984-1986  Ardito Tagliapietra
- 1987-1990  Sergio Malgaretto
- 1990-2000  Vanni Maggiore
- 2000-2002  Olindo Pellizzato
- 2002-2019  Claudio Perazza[4]
- 2019-  Valter Meneghetti

## Giocatori di rilievo
Furono due i giocatori selezionati nella nazionale italiana durante il periodo di militanza nel club: Ramiro Cassina e Javier Pértile.
Fra gli altri giocatori che vestirono i colori biancorossi di Casale, si annoverano: Stefano Bettarello, Piermassimiliano Dotto, Fabio Ongaro e i casalesi d'origine Massimiliano Perziano, Zeffirino Rossi, Ferdinando Sartorato.
Tra gli anni 1980 e 1990, la Società si fregiò della presenza in prima squadra di alcuni giocatori campioni del mondo: Zinzan Brooke e Craig Green (Nuova Zelanda, Coppa del Mondo di rugby 1987), Brendon Nasser e Peter Slattery (Australia, Coppa del Mondo di rugby 1991) e Chester Williams (Sudafrica, Coppa del Mondo di rugby 1995).
Luca Tramontin, autore, conduttore e unico rugbista d'elite con una menomazione da talidomide ha giocato per sette anni con il Casale tra Serie A, A1 e A2.

## Curiosità
- Un intero episodio della seconda stagione ("Get Pack") è stato filmato tra Casale e la frazione di Lughignano, con il coinvolgimento di molti giocatori locali del Rugby Casale[6][7][8][9].

- Durante le riprese Tramontin si è scontrato senza controfigure con i giocatori della squadra di Serie A. Il figlio Nico Tramontin ha dichiarato a Globetodays: «È la sua natura, deve suonare, giocare, placcare, quando boxiamo contro gli dico di ragionare, ma la parte “animale” che vedete nella serie è quella della sua vita».  [10]